# Луисвилл (Алабама)
Луи́свилл (англ. Louisville) — город в округе Барбор, штат Алабама. Население по переписи 2020 года — 395 человек.

## География
Находится в 95 км к юго-востоку от административного центра штата, города Монтгомери. По данным Бюро переписи США, общая площадь города равняется 7,12 км². К северо-западу от города протекает река Пи.

## История
Луисвилл был образован к 1819 году на землях, которые в те времена населяли крики. Однако источники расходятся во мнениях относительно того, был ли он назван в честь первой столицы Джорджии или в честь первого поселенца Дэниела Льюиса. Город знаменит тем, что некоторое время выступал в качестве административного центра сразу для двух округов; в 1821 году стал центром округа Пайк, в 1832 году — округа Барбор, однако в 1834 году был заменён на Клейтон. В 1834 году город был инкорпорирован, хотя в одном из источников в качестве даты регистрации приводится 1887 год. Город являлся местом базирования отрядов солдат во время Второй крикской войны; сражения при Хобдис-Бридж и на реке Пи произошли примерно в шести милях от города. Жители Луисвилла принимали участие в Гражданской войне. В 1888 году Центральная железная дорога Джорджии провела ветку через город. В 1908 году в Луисвилле был замечен первый автомобиль. Лесопромышленный комплекс был частью местной экономики ещё в 1828 году и продолжал играть важную роль вплоть до середины XX века.

## Население
| Год переписи                    | Нас. |       | %±     |
| ------------------------------- | ---- | ----- | ------ |
| 1880                            | 211  |       | —      |
| 1890                            | 288  |       | 36,5%  |
| 1900                            | 416  |       | 44,4%  |
| 1910                            | 483  |       | 16,1%  |
| 1920                            | 504  |       | 4,3%   |
| 1930                            | 587  |       | 16,5%  |
| 1940                            | 662  |       | 12,8%  |
| 1950                            | 622  |       | −6%    |
| 1960                            | 890  |       | 43,1%  |
| 1970                            | 785  |       | −11,8% |
| 1980                            | 791  |       | 0,8%   |
| 1990                            | 728  |       | −8%    |
| 2000                            | 612  |       | −15,9% |
| 2010                            | 519  |       | −15,2% |
| 2020                            | 395  |       | −23,9% |
| 2022                            | 391  | [ 7 ] | −1%    |
| 1880–2022 U.S. Decennial Census |      |       |        |

По переписи населения 2020 года в городе проживало 395 жителей. Плотность населения — 55,48 чел. на один квадратный километр. Расовый состав населения: белые — 48,86 %, чёрные или афроамериканцы — 43,29 %, испаноязычные или латиноамериканцы — 5,32 % и представители других рас — 3,03 %.

## Экономика
По данным переписи 2020 года, средний годичный доход домохозяйства составляет 33 750 долларов, что на 3,54 % ниже среднего уровня по округу и на 35,14 % ниже среднего по штату. Доля населения, находящегося за чертой бедности, — 47,1 %.

## Образование
Учреждения образования города являются частью системы образования округа Барбор; в городе функционируют две средние школы и одна частная школа.

## Галерея

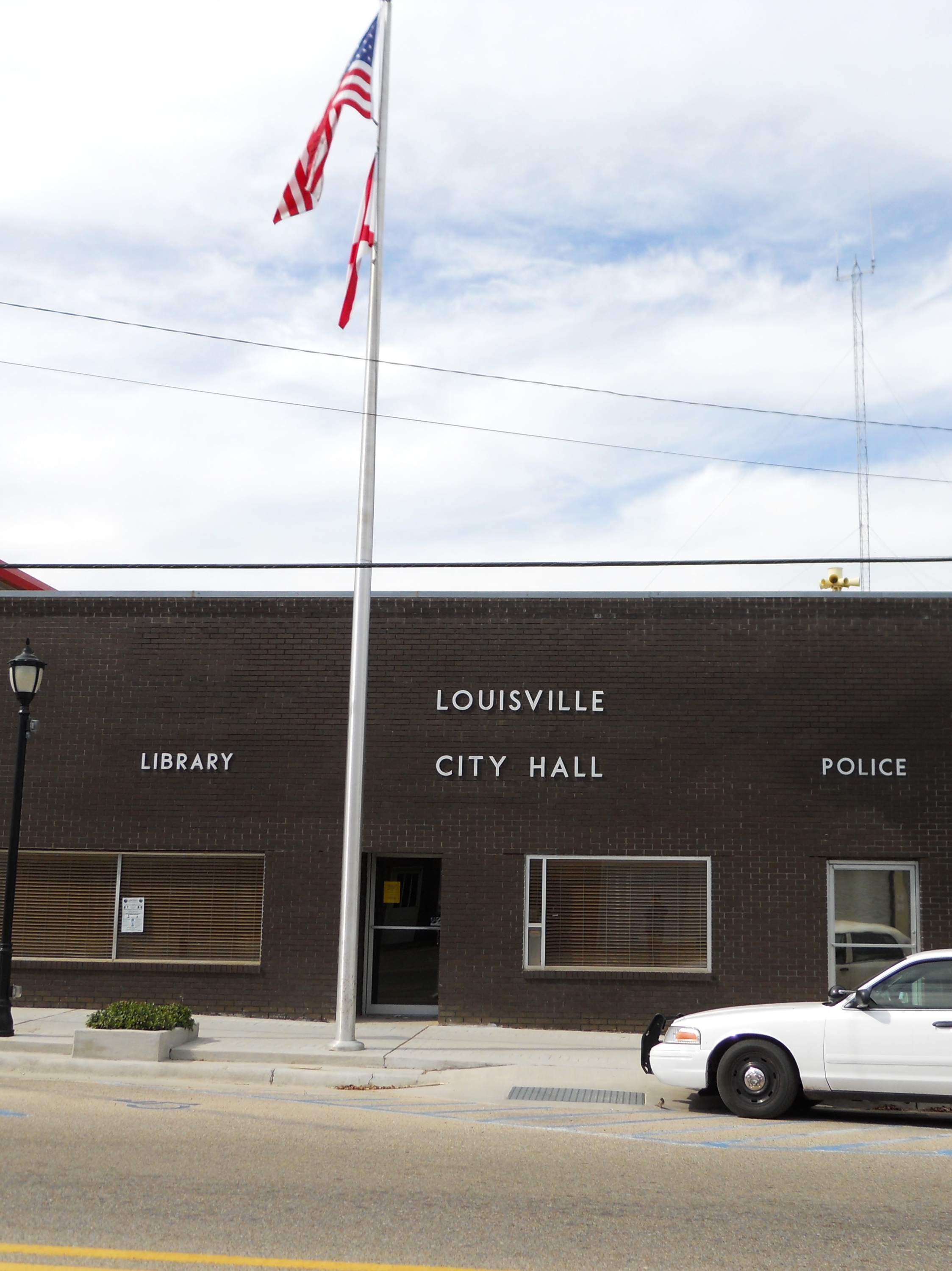
Мэрия
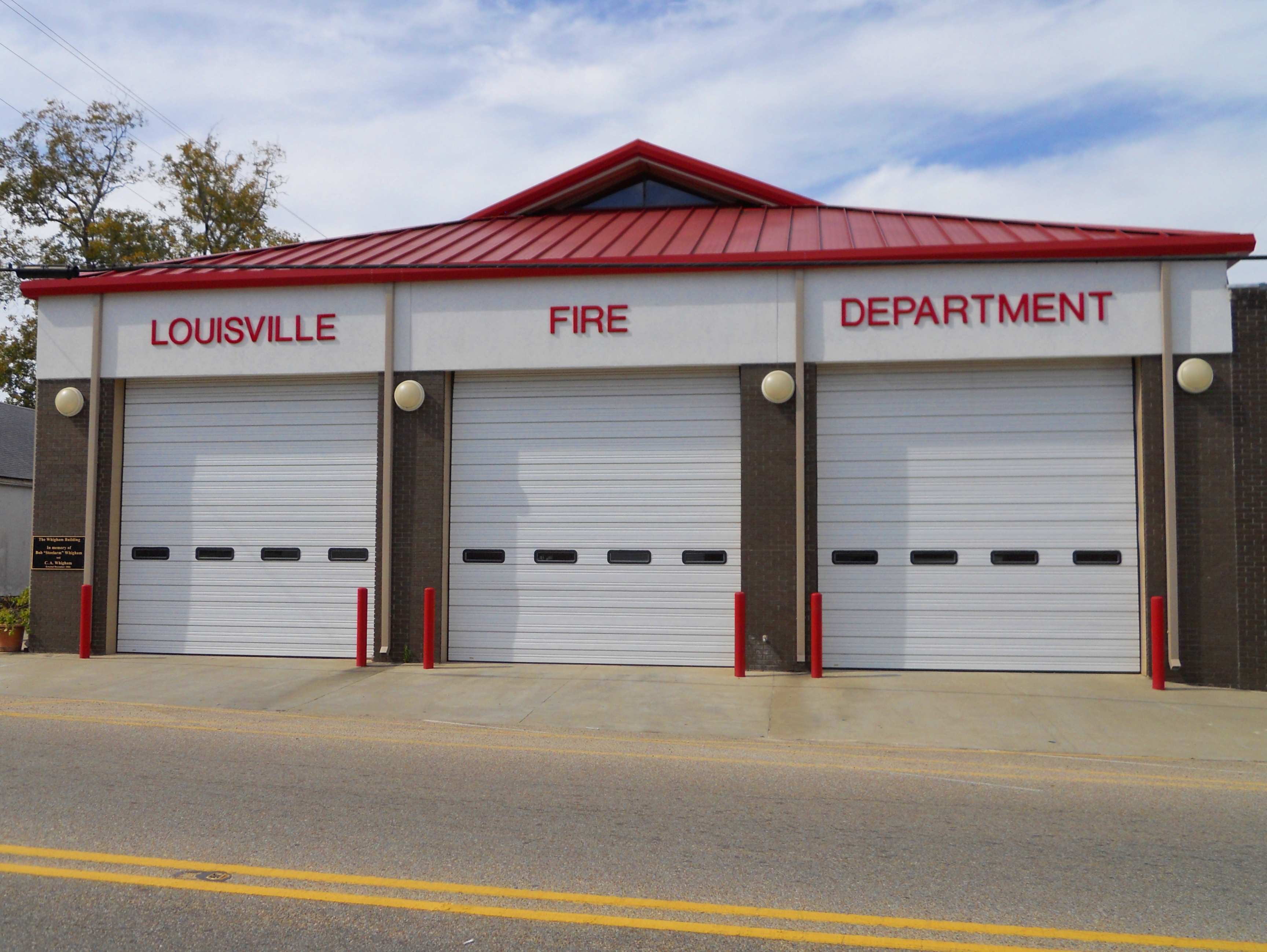
Пожарная служба
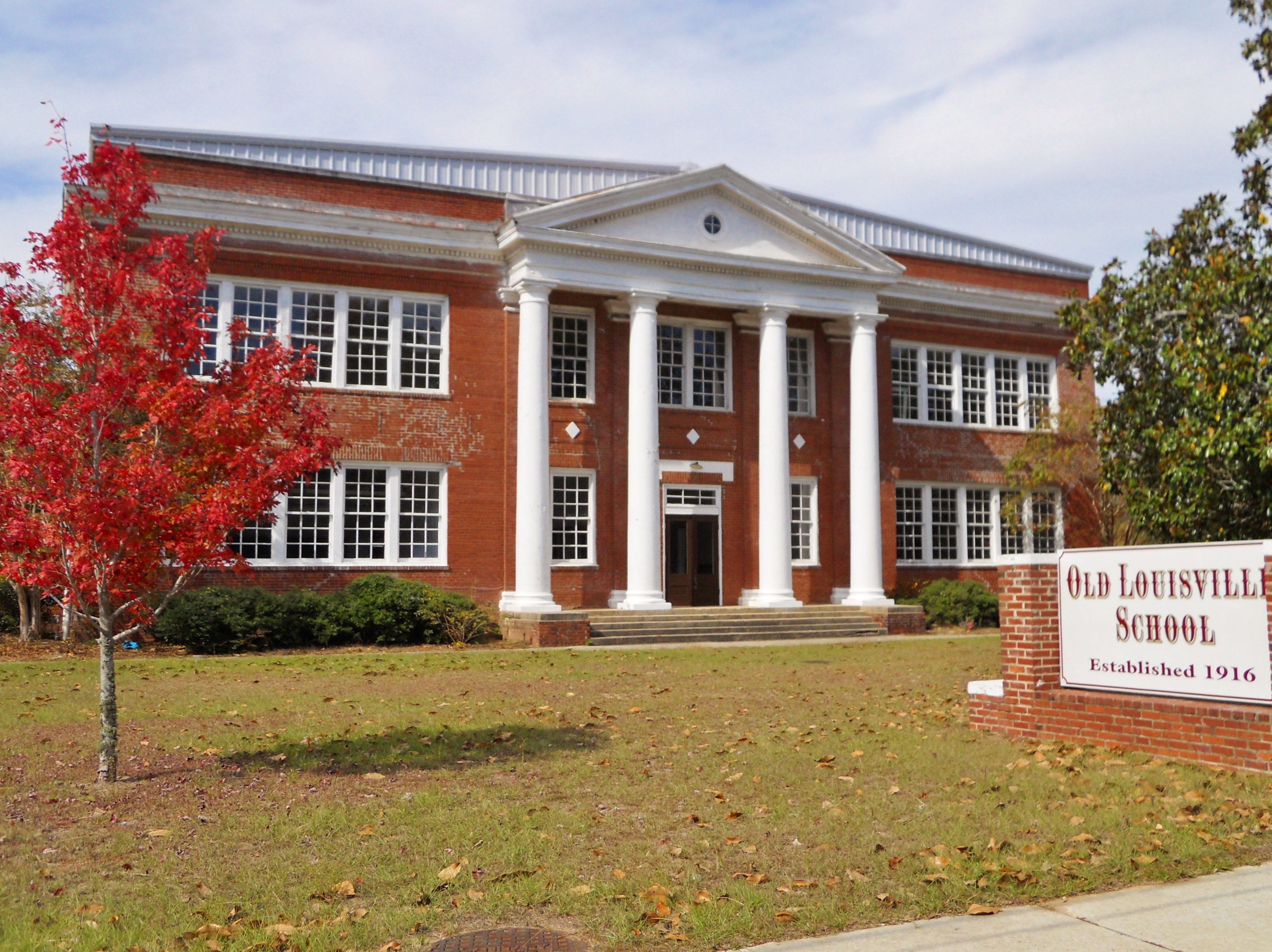
Старая школа (основана в 1916 году)
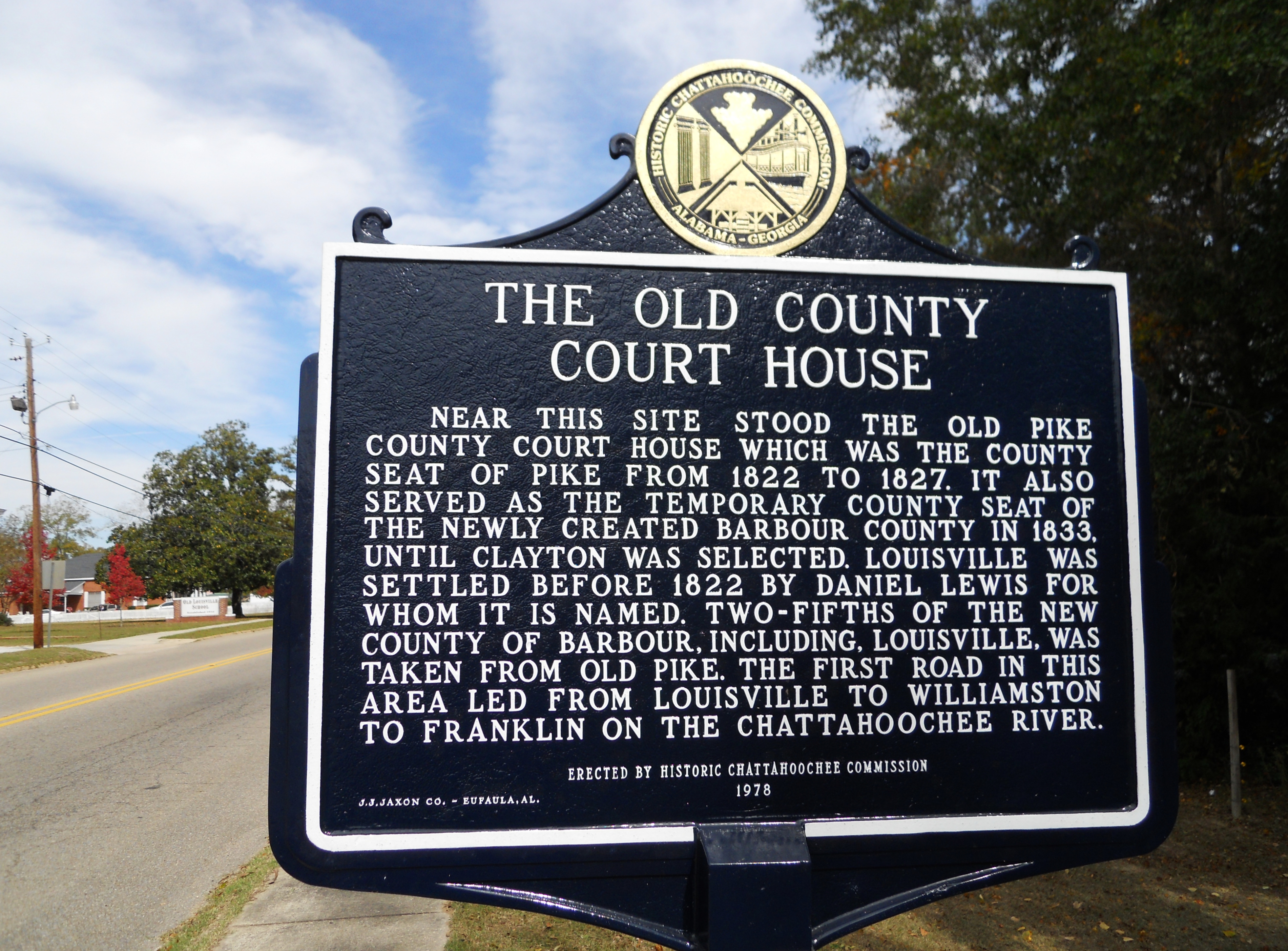
Исторический знак на месте бывшего здания суда округов Пайк/Барбор